# Ветреница нежная
Ве́треница не́жная (лат. Anemone blanda) — вид цветковых растений рода Ветреница (Anemone) семейства Лютиковые (Ranunculaceae).

## Этимология названия
Видовой эпитет лат. blanda обозначает «нежный» или «очаровательный».

## Ботаническое описание
Многолетнее травянистое растение с корневищем, 7—25 см высотой. Нижняя поверхность листа голая или почти голая. Листья тёмно-зелёные, опадают летом. Цветонос более или менее опушён по всей длине. 12—15 прицветников неопушённые, синие, розовато-лиловые, розовые или белые. Плоды сборные.

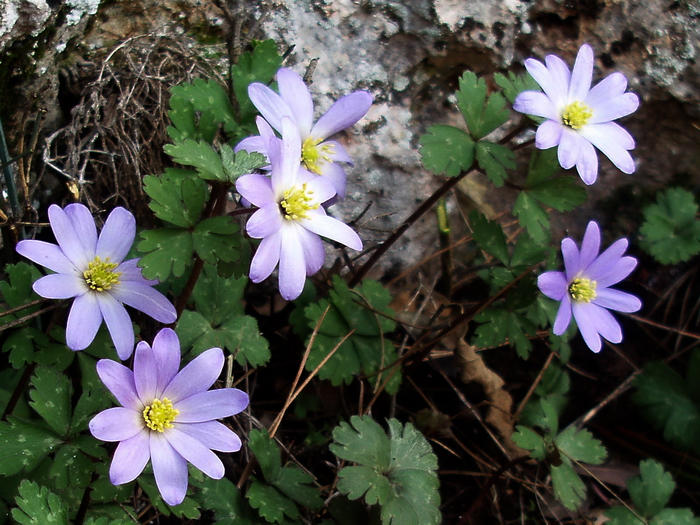
Цветки ветреницы нежной различных цветов
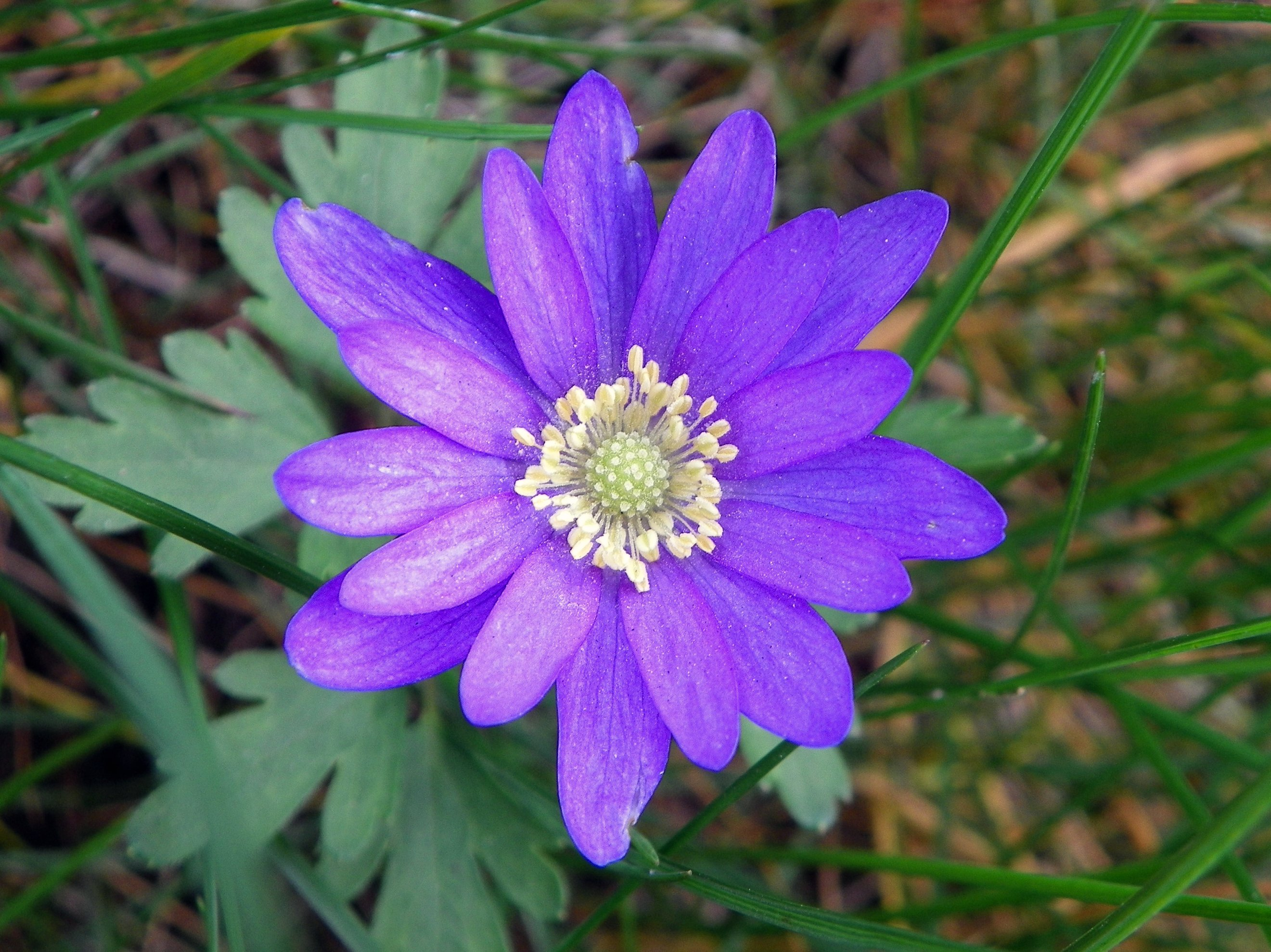
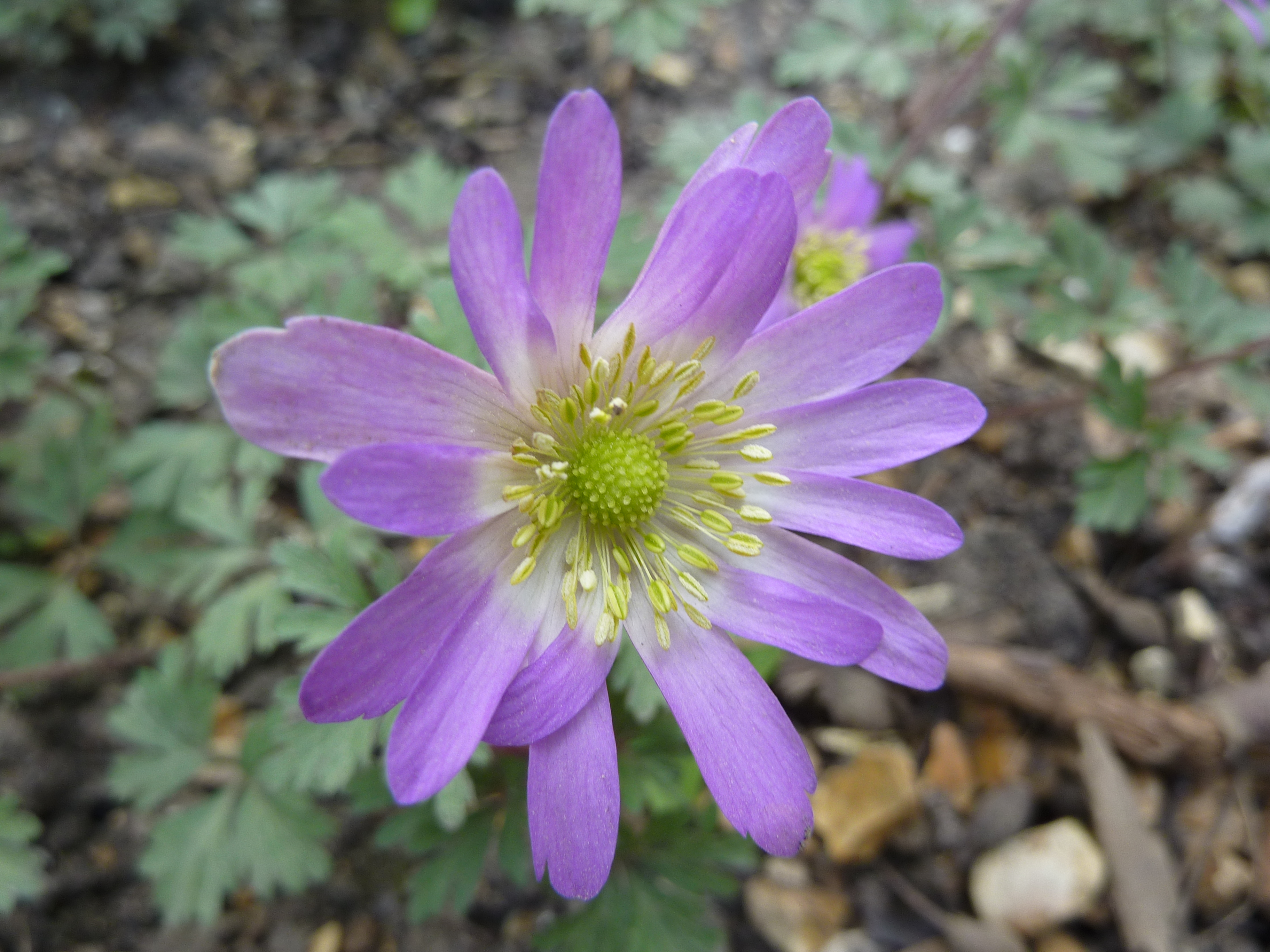
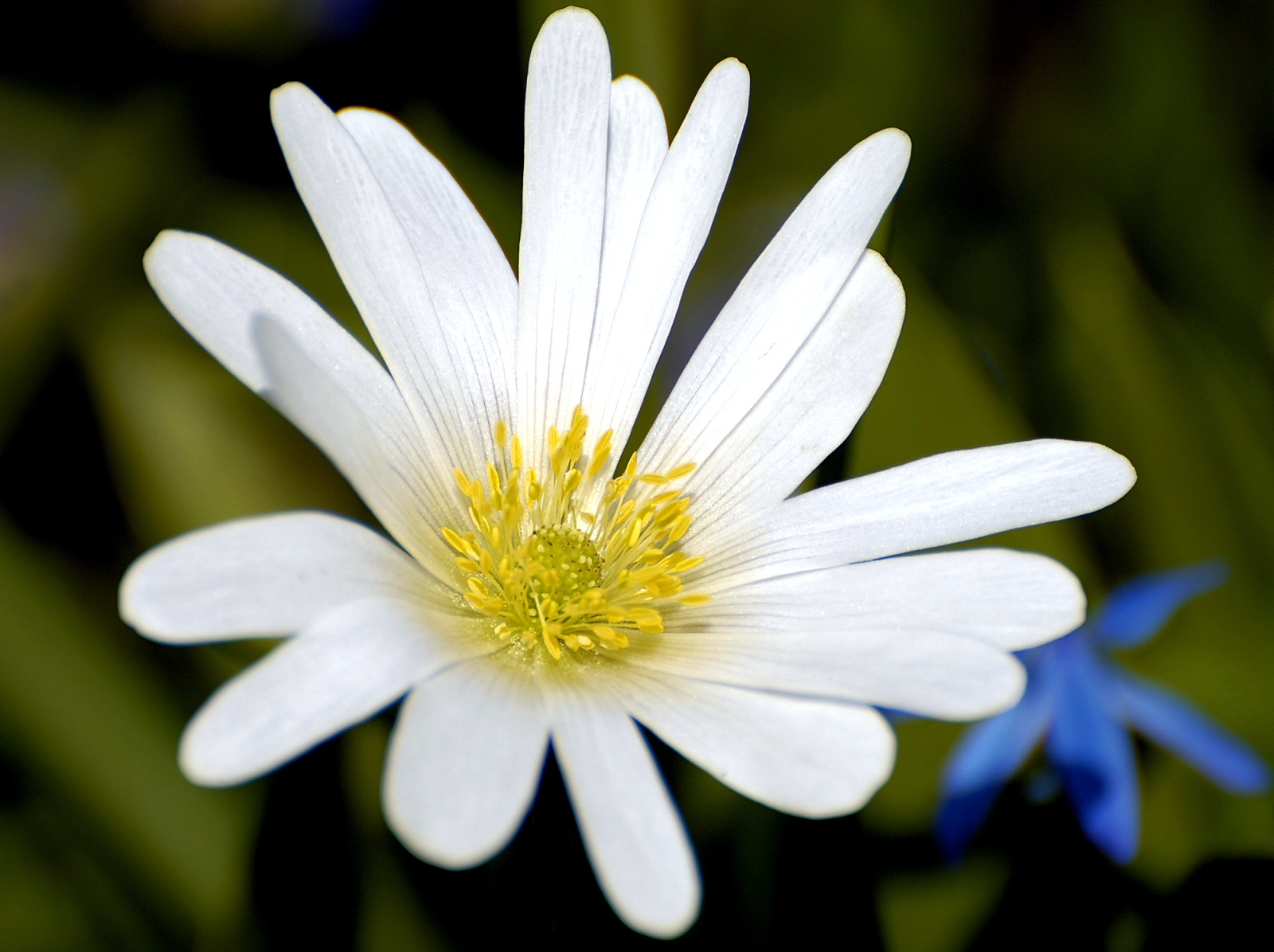

## Распространение и местообитание
Ареал вида включает Балканы, Кипр, запад Сирии, Турцию и Кавказ. Произрастает в хвойных лесах, чащах, на каменистых тропах на высоте 150—1700 м.

## Охрана
Вид занесён в Красную книгу Российской Федерации, а также регионов: Республики Адыгея, Республики Дагестан, Краснодарского и Ставропольского краёв.

## Синонимика
- Anemone apennina Boiss., nom. illeg.
- Anemone apennina subsp. blanda (Schott & Kotschy) Hayek
- Anemonoides blanda (Schott & Kotschy) Holub[4]

## Хозяйственное значение и применение

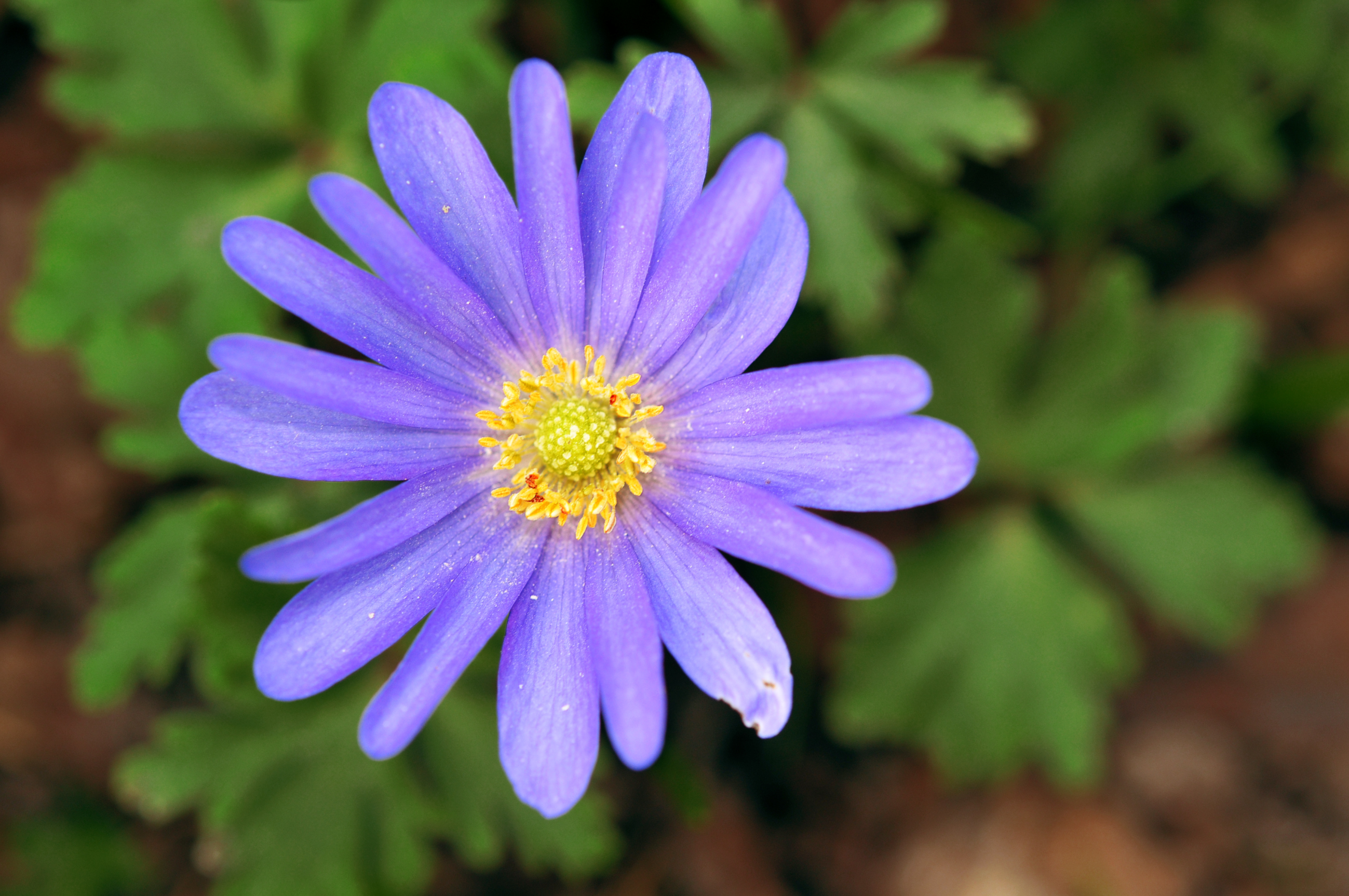
Ветреница нежная 'Blue Shades'

Ветреница нежная используется как декоративное садовое растение для оформления разбросанных посадок деревьев, в каменистых садиках. В культуре с 1898 года. Известно несколько сортов этого растения:
- 'Blue Shades': синие цветки;
- 'Bridesmaid': белые цветки;
- 'Charmer': тёмно-розовые цветки;
- 'Ingramii' ('Atrocoerulea'): цветки тёмного фиолетово-синего цвета;
- 'Pink Star': цветки бледно-розовые;
- 'Radar': цветки тёмно-красные с белым центром;
- 'Rosea': цветки розовые;
- 'Purple Star': цветки бледно-фиолетовые, с ярким центром.

Сам вид и его сорт A. blanda var. rosea 'Radar' удостоены премии AGM Королевского садоводческого общества.
Предпочитает хорошо дренированные почвы, высыхающие летом, поэтому ветреницу нежную часто подсаживают к листопадным деревьям, где обеспечиваются необходимые условия.